# Szirli-Myrli
Szirli-Myrli (ros.  Ширли-мырли) – rosyjski film komediowy z 1995 roku w reżyserii Władimira Mieńszowa.

## Opis fabuły
Odkryty na Syberii największy na świecie diament, okrzyknięty „Zbawicielem Rosji”, pada łupem złodziei. Okazuje się, że podejrzany o kradzież aferzysta ma brata bliźniaka – słynnego żydowskiego kompozytora. I jeszcze jednego brata bliźniaka – cygańskiego barona. I jeszcze jednego brata bliźniaka.

## Obsada
- Inna Czurikowa jako Matka Królikowa
- Władimir Mieńszow jako rosyjski prezydent
- Oleg Jefremow jako sąsiad
- Leonid Kurawlow jako amerykański ambasador
- Nonna Mordiukowa
- Walerij Nikołajew

i inni